# Toston
Toston ist ein census-designated place (CDP) im US-Bundesstaat Montana mit 100 Einwohnern (Stand: 2020). Der Ort liegt am U.S. Highway 287, etwa 30 Kilometer nördlich von Three Forks. Der Missouri River fließt durch den Ort und wird von der Toston Bridge überquert.